# Lijst van personen overleden in juli 2013
Dit is een lijst van bekende personen die overleden zijn in juli 2013.

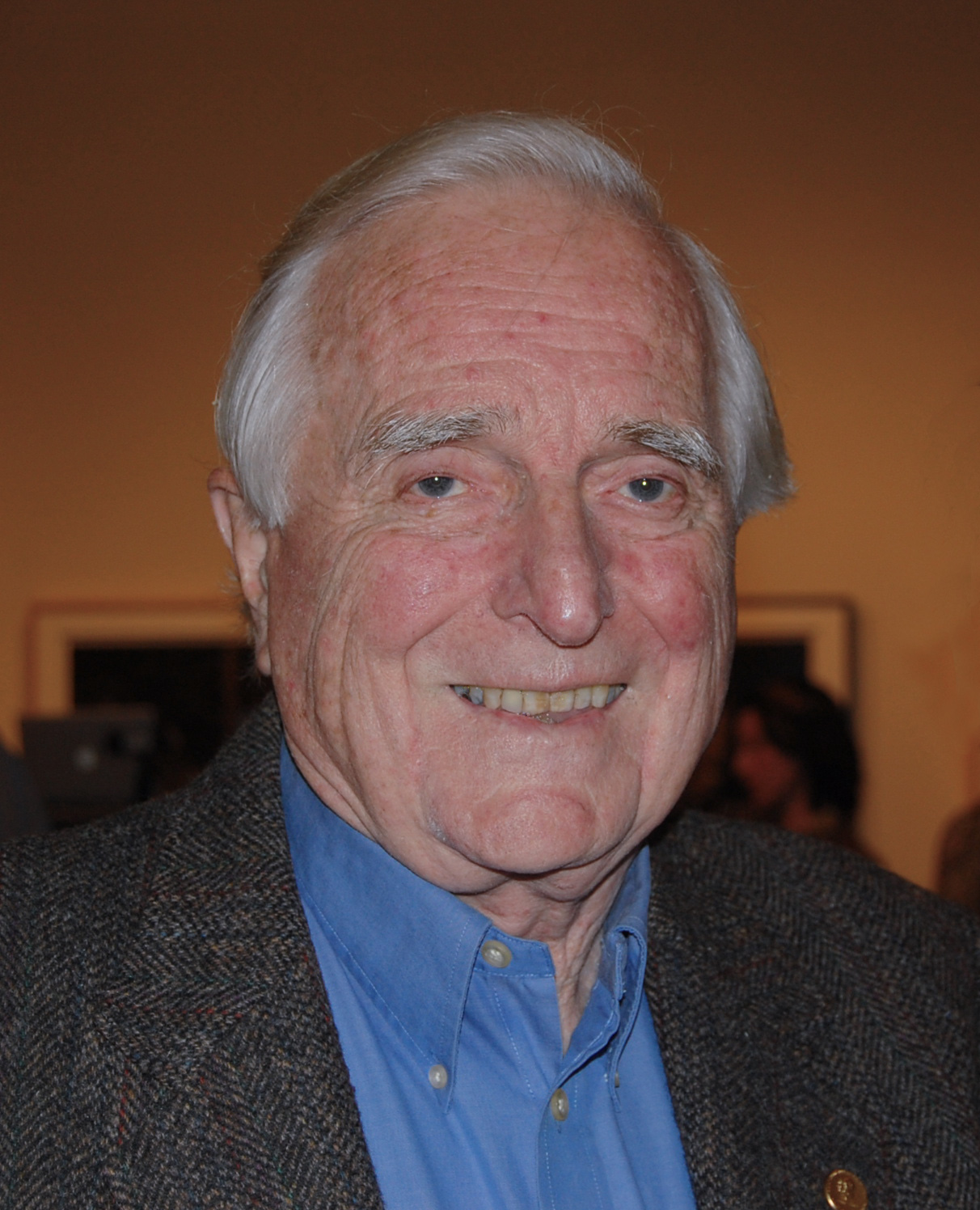
Douglas Engelbart
2 juli

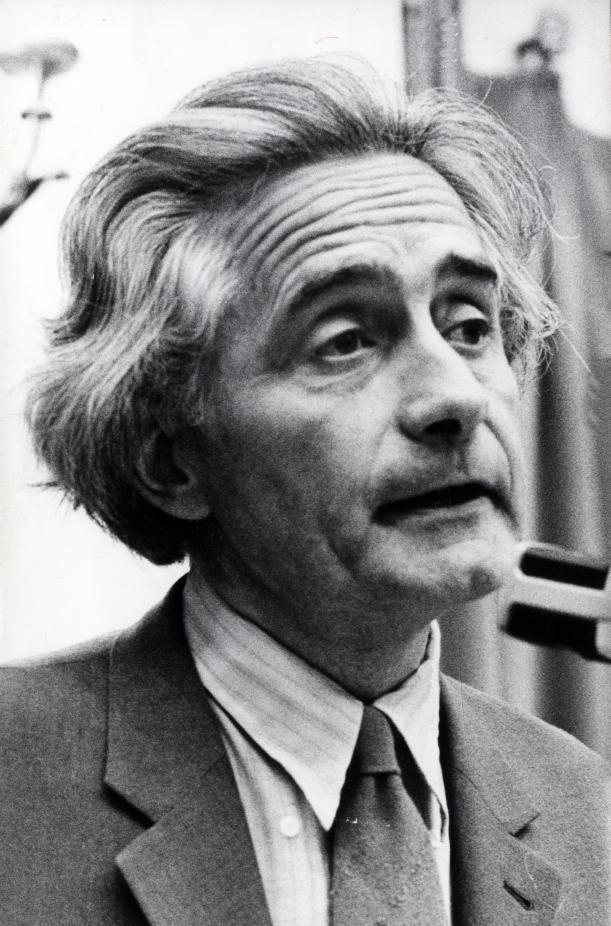
Sef Imkamp
2 juli

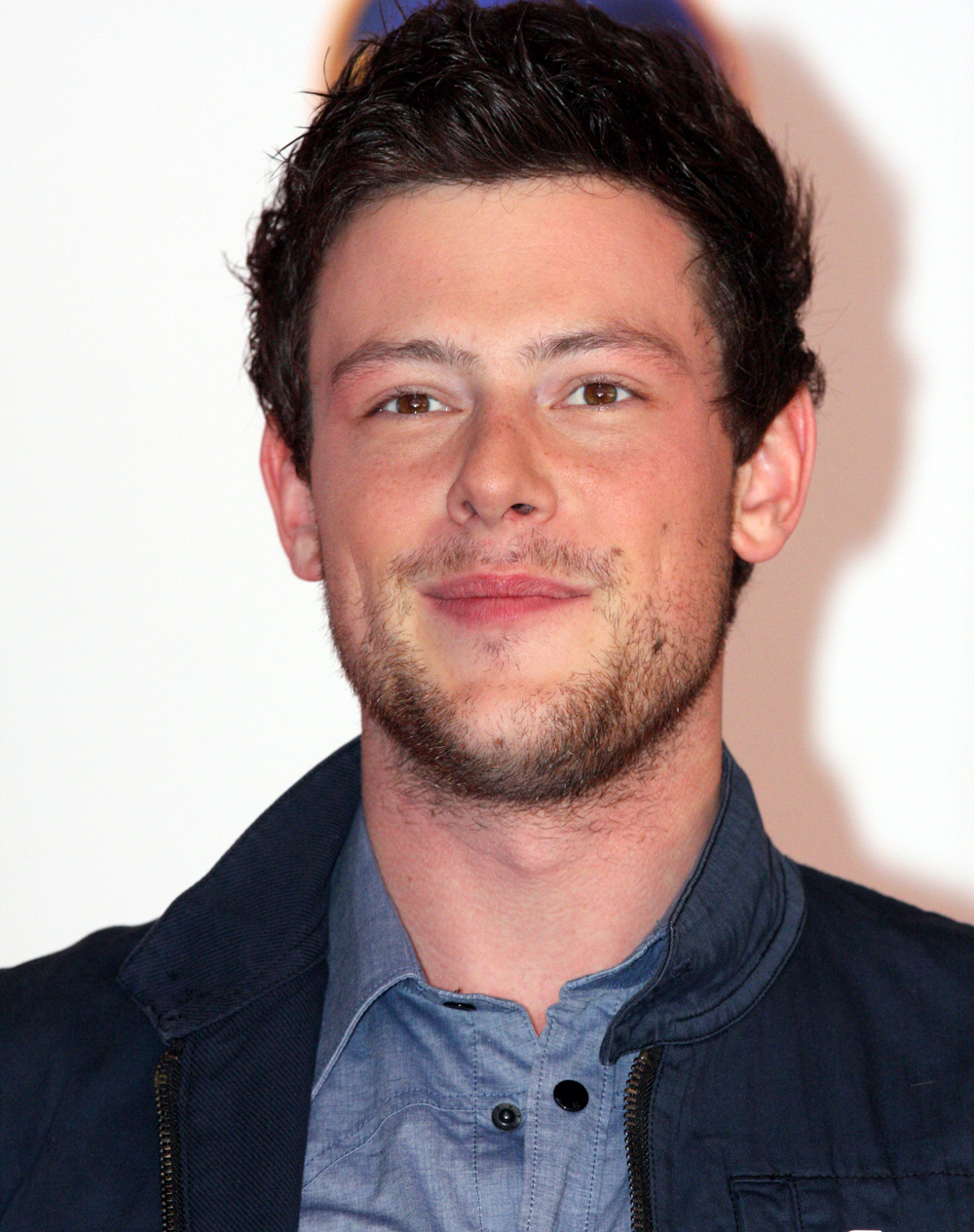
Cory Monteith
13 juli

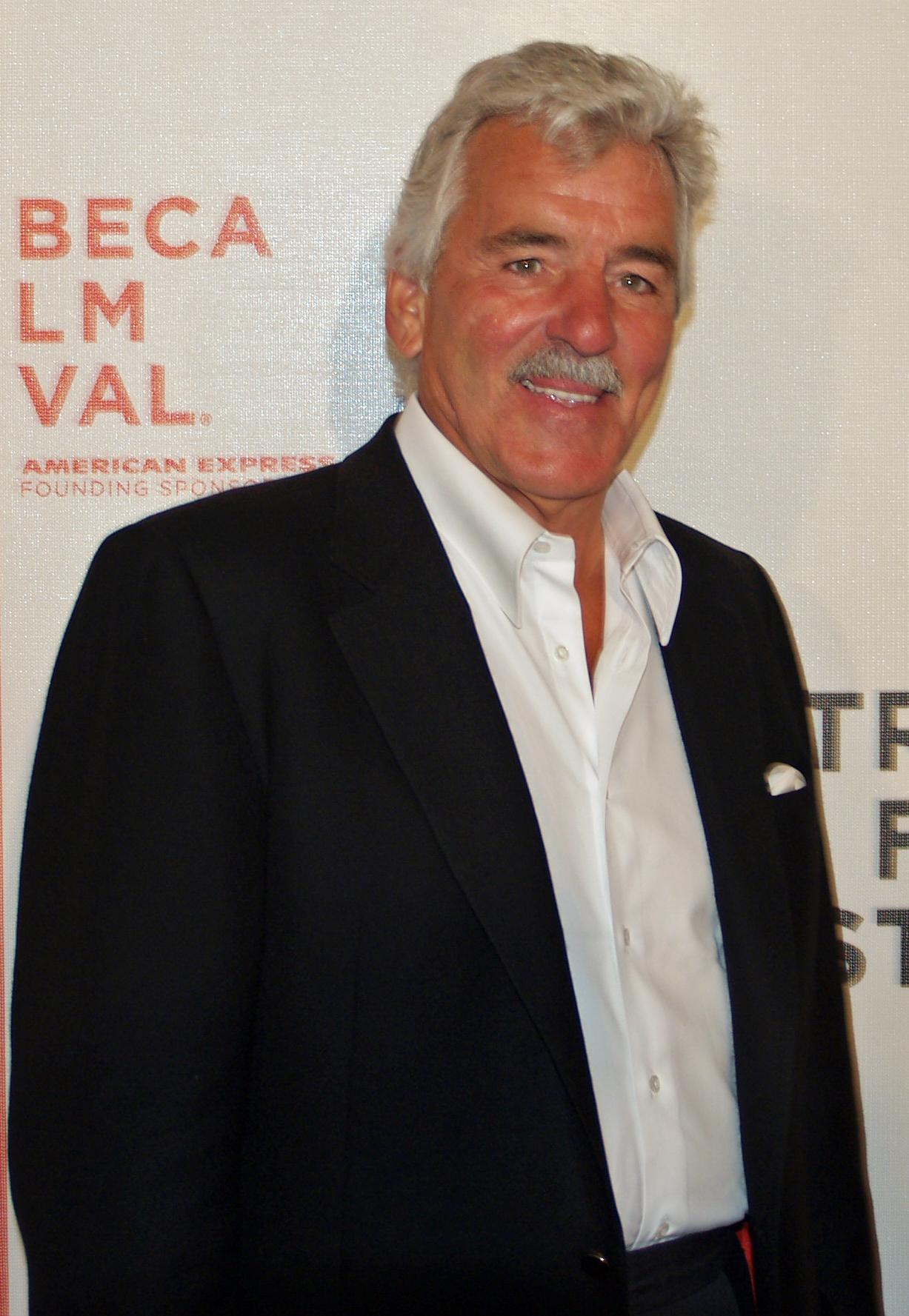
Dennis Farina
22 juli

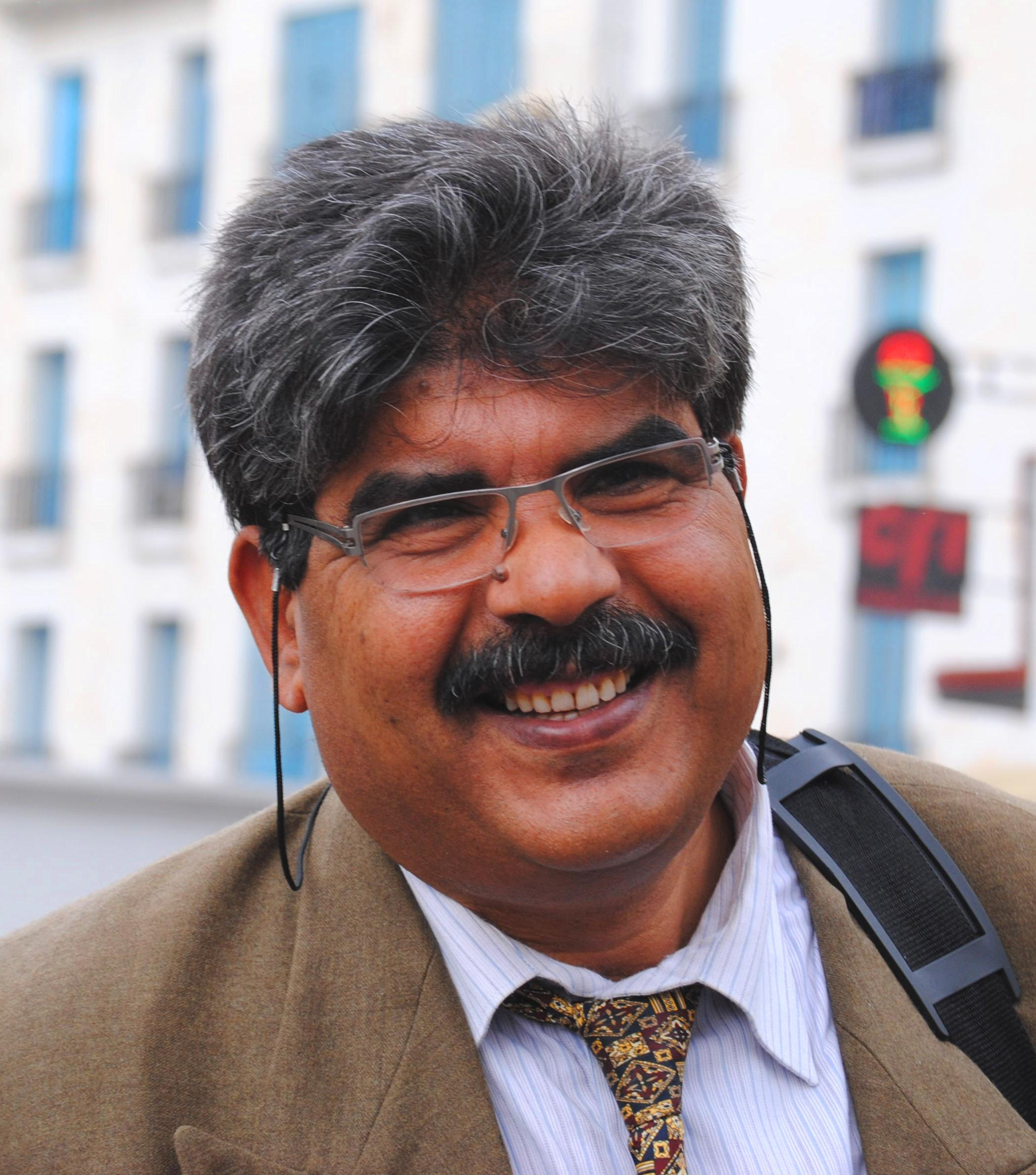
Mohamed Brahmi
25 juli

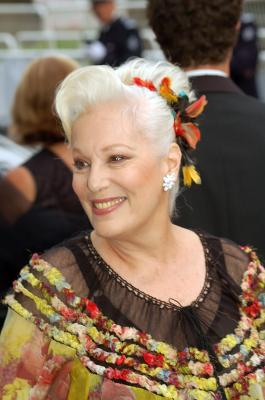
Bernadette Lafont
25 juli

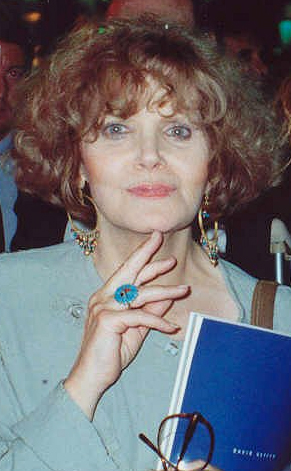
Eileen Brennan
28 juli

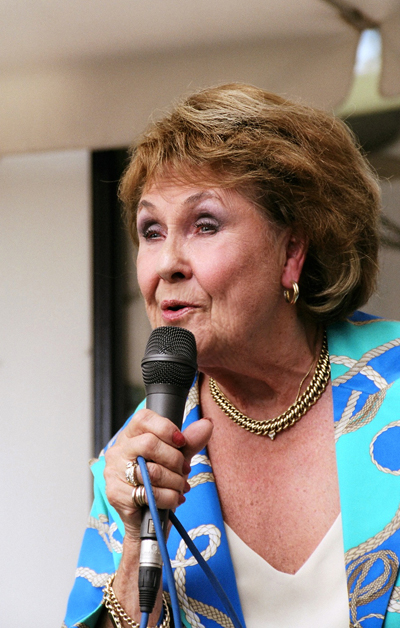
Rita Reys
28 juli

| 1 | 2 | 3 | 4 | 5 | 6 | 7 | 8 | 9 | 10 | 11 | 12 | 13 | 14 | 15 | 16 | 17 | 18 | 19 | 20 | 21 | 22 | 23 | 24 | 25 | 26 | 27 | 28 | 29 | 30 | 31 |
| - | - | - | - | - | - | - | - | - | -- | -- | -- | -- | -- | -- | -- | -- | -- | -- | -- | -- | -- | -- | -- | -- | -- | -- | -- | -- | -- | -- |

### 1 juli
- Armand Baeyens (85), Belgisch wielrenner[1]
- William Gray (62), Amerikaans predikant en politicus[2]
- Paul Jenkins (74), Amerikaans acteur[3]
- Maarten van Roozendaal (51), Nederlands zanger, cabaretier en liedjesschrijver[4]
- Bent Schmidt Hansen (66), Deens voetballer[5]
- René Sparenberg (94), Nederlands hockeyspeler[6]

### 2 juli
- Douglas Engelbart (88), Amerikaans computerwetenschapper[7]
- Fawzia van Egypte (91), prinses van Egypte[8]
- Bengt Hallberg (80), Zweeds jazzpianist en componist[9]
- Sef Imkamp (88), Nederlands politicus[10]

### 3 juli
- Radu Vasile (70), Roemeens politicus[11]

### 5 juli
- James McCoubrey (111), Canadees-Amerikaans supereeuweling[12]

### 7 juli
- Joe Conley (85), Amerikaans acteur[13]
- Charles Sowa (80), Luxemburgs atleet[14]

### 8 juli
- Albert De Hert (91), Belgisch voetballer[15]
- Friedrich Gräsel (86), Duits beeldhouwer[16]

### 9 juli
- Tin Plomp (67), Nederlands burgemeester[17]
- Andrea Veneracion (84), Filipijns musicus en dirigent[18]

### 12 juli
- Amar Bose (83), Amerikaans ondernemer[19]
- Elaine Morgan (92), Brits schrijfster[20]

### 13 juli
- Bana (81), Kaapverdisch zanger[21]
- Cory Monteith (31), Canadees acteur en zanger[22]

### 14 juli
- Dennis Burkley (67), Amerikaans acteur[23]

### 15 juli
- Hervé van de Werve d'Immerseel (92), Belgisch politicus[24]

### 16 juli
- Marian Boyer (59), Nederlands actrice en schrijfster[25]
- Talia Castellano (13), Amerikaans blogster[26]

### 17 juli
- Vincenzo Cerami (72), Italiaans scenarioschrijver[27]

### 18 juli
- Olivier Ameisen (60), Frans cardioloog, hoogleraar en schrijver[28]
- Franck Geney (34), Frans acteur[29]
- Fons Sijmons (58), Belgisch muzikant[30]
- Gerrit Stapel (92), Nederlands striptekenaar[31]

### 19 juli
- Simon Ignatius Pimenta (93), Indiaas kardinaal[32]
- Mel Smith (60), Brits komiek, schrijver, acteur, regisseur en producent[33]
- Bert Trautmann (89), Duits voetbaldoelman[34]

### 20 juli
- John Casablancas (70), Braziliaans-Amerikaans ondernemer[35]
- Patrick Moriau (62), Belgisch politicus[36]
- Helen Thomas (92), Amerikaans journaliste[37]

### 21 juli
- Andrea Antonelli (25), Italiaans motorcoureur[38]
- Det de Beus (55), Nederlands hockeyster[39]
- Mehrangiz Mallah (90), Iraans auteur en kunstschilder[bron?]
- Denys de La Patellière (92), Frans filmregisseur[40]
- Michel van der Plas (85), Nederlands schrijver, dichter, vertaler en journalist[41]

### 22 juli
- Dennis Farina (69), Amerikaans acteur[42]
- Lawrie Reilly (84), Schots voetballer[43]

### 23 juli
- Dominguinhos (72), Braziliaans accordeonist, zanger en componist[44]
- Jokichi Ikarashi (111), Japans supereeuweling[45]
- Jean Pede (86), Belgisch politicus[46]
- Djalma Santos (84), Braziliaans voetballer[47]

### 24 juli
- Chiwoniso Maraire (37), Zimbabwaans zangeres[48]
- Donald Symington (87), Amerikaans acteur[49]

### 25 juli
- Mohamed Brahmi (58), Tunesisch politicus[50]
- Bernadette Lafont (74), Frans actrice en comédienne[51]

### 26 juli
- J.J. Cale (74), Amerikaans singer-songwriter en gitarist[52]
- Raoul Stuyck (68), Belgisch ondernemer[53]

### 27 juli
- Lindy Boggs (97), Amerikaans politica en ambassadrice[54]
- Yves-Jean du Monceau de Bergendal (91), Belgisch politicus, burgemeester en ondernemer[55]

### 28 juli
- Eileen Brennan (80), Amerikaans actrice[56]
- Cleto Maule (82), Italiaans wielrenner[57]
- Rita Reys (88), Nederlands jazzzangeres[58]
- Wim Spit (89), Nederlands vakbondsbestuurder[59]
- Ersilio Tonini (99), Italiaans kardinaal[60]

### 29 juli
- Cristian Benítez (27), Ecuadoraans voetballer[61]
- Tony Gaze (93), Australisch autocoureur[62]
- Peter Ypma (71), Nederlands jazzdrummer[63]

### 30 juli
- Harry Byrd jr. (98), Amerikaans politicus[64]
- Antoni Ramallets (89), Spaans voetbaldoelman[65]
- Dick van Toorn (81), Nederlands fysiotherapeut[66]

### 31 juli
- Michael Ansara (91), Amerikaans acteur[67]
- Michel Donnet (96), Belgisch luchtmachtgeneraal[68]
- Harold Pollack (66), Surinaams minister[69]

1900 ·
1901 ·
1902 ·
1903 ·
1904 ·
1905 ·
1906 ·
1907 ·
1908 ·
1909 ·
1910 ·
1911 ·
1912 ·
1913 ·
1914 ·
1915 ·
1916 ·
1917 ·
1918 ·
1919 ·
1920 ·
1921 ·
1922 ·
1923 ·
1924 ·
1925 ·
1926 ·
1927 ·
1928 ·
1929 ·
1930 ·
1931 ·
1932 ·
1933 ·
1934 ·
1935 ·
1936 ·
1937 ·
1938 ·
1939 ·
1940 ·
1941 ·
1942 ·
1943 ·
1944 ·
1945 ·
1946 ·
1947 ·
1948 ·
1949 ·
1950 ·
1951 ·
1952 ·
1953 ·
1954 ·
1955 ·
1956 ·
1957 ·
1958 ·
1959 ·
1960 ·
1961 ·
1962 ·
1963 ·
1964 ·
1965 ·
1966 ·
1967 ·
1968 ·
1969 ·
1970 ·
1971 ·
1972 ·
1973 ·
1974 ·
1975 ·
1976 ·
1977 ·
1978 ·
1979 ·
1980 ·
1981 ·
1982 ·
1983 ·
1984 ·
1985 ·
1986 ·
1987 ·
1988 ·
1989 ·
1990 ·
1991 ·
1992 ·
1993 ·
1994 ·
1995 ·
1996 ·
1997 ·
1998 ·
1999 ·
2000 ·
2001 ·
2002 ·
2003 ·
2004 ·
2005 ·
2006 ·
2007 ·
2008 ·
2009 ·
2010 ·
2011 ·
2012 ·
2013 ·
2014 ·
2015 ·
2016 ·
2017 ·
2018 ·
2019 ·
2020 ·
2021 ·
2022 ·
2023 ·
2024 ·
2025